# Kiss Me Twice I'm Schitzo
Kiss Me Twice I'm Schitzo is het derde album van de band The Sort of Quartet. 

## Tracklist
| nr. | titel                   | duur  |
| --- | ----------------------- | ----- |
| 1   | Massive Head Injury     | 2:01  |
| 2   | Salvatrucha             | 3:06  |
| 3   | Aphrikon Roquor         | 7:23  |
| 4   | Merciful Fatso          | 5:35  |
| 5   | Hier Burgermeister      | 6:18  |
| 6   | Hard Shoe Deniel        | 1:58  |
| 7   | I Squirt Therefore I Am | 10:58 |
| 8   | Jobby Job               | 2:32  |
| 9   | Koo Koo Time            | 4:28  |

## Muzikanten
- Larry Lalli - basgitaar
- Alfredo Hernandez - drum
- Mario Lalli - gitaar, saxofoon
- Gary Arce - gitaar, klarinet